# Élections législatives de 2021 en Virginie
Les élections législatives de 2021 en Virginie ont lieu le 2 novembre 2021 afin d'élire les 100 membres de la Chambre des délégués de l'État américain de Virginie.

## Système électoral
La Chambre des délégués de Virginie est la chambre basse de son Assemblée générale, le parlement bicaméral de l'État. Elle est composée de 100 sièges pourvus pour deux ans au scrutin uninominal majoritaire à un tour dans autant de circonscriptions.
La chambre fait partie des rares législatures américaines à être renouvelée les années impaires.

## Résultats
| Partis                   | Partis                   | Voix      | %     | +/- | Sièges | +/-           |
| ------------------------ | ------------------------ | --------- | ----- | --- | ------ | ------------- |
|                          | Parti républicain (R)    |           |       |     | 52     | 7             |
|                          | Parti démocrate (D)      |           |       |     | 48     | 7             |
|                          | Parti libertarien (L)    |           |       |     | 0      | en stagnation |
|                          | Indépendants             |           |       |     | 0      | en stagnation |
|                          | Candidat par écrit       |           |       |     | 0      | en stagnation |
|                          |                          |           |       |     |        |               |
| Votes valides            |                          |           |       |     |        |               |
| Votes blancs et nuls     |                          |           |       |     |        |               |
| Total                    | Total                    | 3 296 705 | 100   | -   | 100    | en stagnation |
| Abstentions              | Abstentions              | 2 654 663 | 44,61 |     |        |               |
| Inscrits / participation | Inscrits / participation | 5 951 368 | 55,39 |     |        |               |